# Yolngu
Yolngu là một dân tộc thiểu số bản địa của thổ dân châu Úc sinh sống tại đảo Arnhem Land là hòn đảo nằm giữ Bali và Sydney. Cuộc sống của người dân hầu như không có nhiều thay đổi trong suốt hàng vạn năm qua, họ sống hòa mình giữa thiên nhiên từ lúc sinh ra cho tới khi chết.

## Tập tục
Đây là bộ tộc từ 60.000 năm trước, đã dựa vào kỹ năng săn cá sấu để sống. Trước khi đi săn bao giờ họ cũng phải tổ chức một buổi lễ với các điệu nhảy tâm linh truyền thống để cầu xin các linh hồn tổ tiên bảo hộ cho mình. Khi đi săn, thợ săn nơi đây chủ yếu sử dụng những kỹ năng nguyên thủy đã được tổ tiên truyền lại, họ không mang theo lương thực khi đi săn, khu rừng sẽ cung cấp hầu hết các nhu yếu phẩm trong suốt chuyến đi có thể kéo dài ngày này sang ngày khác, đối tượng chính của chuyến săn là loài cá sấu, thịt cá sấu chính là thứ thực phẩm hàng đầu đã nuôi sống cả bộ lạc qua nhiều thế hệ.
Không như thợ săn cá sấu nơi khác rất coi trọng bộ da để bán cho ngành thời trang xa xỉ, người Yolngu chỉ lấy thịt và những thứ có ích đối với họ. Cá sấu mà họ săn chủ yếu thuộc loài cá sấu nước ngọt, tuy không ghê gớm bằng những con cá sấu nước mặn khổng lồ nhưng lại nhanh nhẹn và hung dữ, chúng còn có khả năng ẩn nấp cực kỳ hiệu quả. Thợ săn chỉ dùng đến súng khi gặp những con cá sấu lớn và nguy hiểm, những con vật còn lại thì bị họ khống chế bằng tay.